# 四座屋
四座屋，是臺灣新竹縣新埔鎮的一個傳統地域名稱，位於該鎮中部。相較於今日行政區，其範圍大致包括四座里、新埔里東半部。

## 歷史
台灣清治末期至日治初期，四座屋地區為一街庄，稱為「四座屋庄」，隸屬於竹北二堡。該庄東北與大坪庄為鄰，東及東南隔霄裡溪與大茅埔庄、五份埔庄為界，西南邊為田新庄、新埔庄，西邊為樟樹林庄、旱坑仔庄、西北邊一小段與大平窩庄為界。
1901年（日治明治三十四年）11月，全台廢縣廳改設二十廳，該庄隸屬於新竹廳。1909年（明治四十二年）10月，合併二十廳為十二廳，該庄隸屬不變。1920年（大正九年），廢十二廳改設五州二廳，該庄改制為「四座屋」大字，隸屬於新竹州中壢郡新埔庄。1941年，新埔庄升格為新埔街。
戰後新埔街改制為新埔鎮，隸屬於新竹縣，大字亦改制為里。1950年桃、竹、苗分治，新埔鎮隸屬不變。

## 交通
縣道118號是舊港至羅浮的道路，也是鳳山溪流域的主要連絡道路，大致以西北西—東南東走向轉西北—東南走向經過四座屋地區南部近邊地帶，向西可前往新埔市區、竹北、南寮並止於縣道122號路口，向東南可前往關西、馬武督、羅浮並止於省道台7線路口。
縣道115號是觀音至芎林的道路，大致以東北—西南走向蜿蜒經過四座屋地區，向東北可前往楊梅、新屋、觀音等地，向南可前往芎林。

## 學校
- 內思高工
- 新埔國小